# 黄嘴酋长鹂
（学名：[Amblycercus holosericeus] 错误：{{Lang}}：文本有斜体标记（帮助）），是雀形目拟鹂科的一种鸟类，属于单型的黄嘴酋长鹂属（学名：[Amblycercus] 错误：{{Lang}}：文本有斜体标记（帮助））。
黄嘴酋长鹂体重约70.42克，翼长约94.6毫米，喙宽度约7毫米，喙厚度约9.8毫米，嘴峰长约30.3毫米，跗蹠长约31.5毫米，尾长约97.5毫米。
黄嘴酋长鹂是留鸟，栖息在森林，它们是食肉动物，主要以昆虫、蜘蛛等陆生无脊椎动物为食。

## 亚种
- Amblycercus holosericeus holosericeus，分布在墨西哥东南部至哥伦比亚北部。
- Amblycercus holosericeus flavirostris，分布在哥伦比亚西部至厄瓜多尔西部和秘鲁极西北地区。[4]